# Eccrisis adlbaueri
Eccrisis adlbaueri är en skalbaggsart som beskrevs av Antonio Vives 2003. Eccrisis adlbaueri ingår i släktet Eccrisis och familjen långhorningar.
Artens utbredningsområde är Madagaskar. Inga underarter finns listade i Catalogue of Life.